# Niles (Michigan)
Niles è un comune degli Stati Uniti d'America, situato nello Stato del Michigan, nella contea di Berrien e in parte nella contea di Cass.
Nel 1885 dette i natali allo scrittore Ring Lardner.